# Ormone adrenocorticotropo
L'ormone adrenocorticotropo (AdrenoCorticoTropic Hormone, ACTH), conosciuto anche come corticotropina, è un ormone proteico prodotto dalle cellule dell'ipofisi anteriore (adenoipofisi).
Viene sintetizzato, previo distacco di amminoacidi, a partire dalla proteina proopiomelanocortina. La sua secrezione segue un ritmo circadiano, e svolge anche funzione di neurotrasmettitore oppioide.

## Descrizione
L'ACTH ha come bersaglio la zona corticale della ghiandola surrenale e stimola la formazione di glucocorticoidi (tra cui il più importante è il cortisolo) che influenzano il metabolismo degli zuccheri e la formazione di androgeni che permettono lo sviluppo dei caratteri sessuali secondari tipicamente maschili, esaltando, per esempio, l'anabolismo muscolare.
L'ACTH è importante per la secrezione di cortisolo da parte della corticale del surrene; esso è collegato alla zona cerebrale e alla ghiandola pineale dove regola i metabolismi, il riposo e la sonnolenza. Il cortisolo è chiamato anche "ormone dello stress" e non viene prodotto in maniera costante a causa della discontinuità della secrezione di ACTH dell'adenoipofisi: è presente in maggiore quantità alla mattina (picco verso le ore 08:00) e in minore quantità alla sera. Questo accade perché una secrezione costante di questi ormoni provocherebbe un abbassamento della sensibilità dei recettori degli organi bersaglio.

## Ruolo nella flogosi
Nel processo di infiammazione (flogosi), l'ACTH ha un ruolo in un circuito di regolazione negativa. Infatti, IL-1 (Interleuchina-1) e TNF (fattore di necrosi tumorale) agiscono sull'ipotalamo inducendo una produzione di fattori di rilascio (releasing factors) che provocano la produzione di ACTH che a sua volta induce la produzione di ormoni glucocorticoidi dal surrene. Gli ormoni glucocorticoidi tendono a spegnere la produzione di IL-1 e TNF.